# Fabriciana phryxa
Fabriciana phryxa är en fjärilsart som beskrevs av Johann Andreas Benignus Bergsträsser 1780. Fabriciana phryxa ingår i släktet Fabriciana och familjen praktfjärilar. Inga underarter finns listade i Catalogue of Life.